# Täljö
Täljö – miejscowość (tätort) w Szwecji, w regionie administracyjnym (län) Sztokholm, w gminie Österåker.
Według danych Szwedzkiego Urzędu Statystycznego liczba ludności wyniosła: 410 (31 grudnia 2015), 457 (31 grudnia 2018) i 469 (31 grudnia 2019).